# Natriumdichloorisocyanuraat
Natriumdichloorisocyanuraat (C3Cl2N3NaO3) is een organische chloorverbinding van natrium. De stof komt voor als een wit kristallijn poeder met een scherpe geur, dat goed oplosbaar is in water.

## Toepassingen
Natriumdichloorisocyanuraat is een stabiele chloorverbinding en kan om die reden gebruikt worden als ontsmettingsmiddel, biocide, industriële deodorant en als detergent. Het is het werkzame bestanddeel in chloortabletten die in private zwembaden worden gebruikt.

## Toxicologie en veiligheid
De stof ontleedt bij verhitting en bij contact met water, met vorming van giftige gassen, onder andere chloorgas. De stof is een sterk oxidatiemiddel en reageert hevig met brandbare en reducerende stoffen. Natriumdichloorisocyanuraat reageert hevig met vele stoffen, waardoor kans op brand en ontploffing ontstaat.
De stof is irriterend voor de ogen, de huid en de luchtwegen. Herhaald of langdurig huidcontact kan een huidontsteking veroorzaken.